# 池内敏
池内 敏（いけうち さとし、1958年 - ）は、日本の歴史学者、名古屋大学大学院人文学研究科附属超域文化社会センター教授。専攻は日本近世史、近世日朝関係史。

## 経歴
愛媛県生まれ。1982年京都大学文学部国史学卒業。1991年同大学院文学研究科博士後期課程中退、鳥取大学教養部講師、94年助教授、1999年「近世日本と朝鮮漂流民」で文学博士。2000年名古屋大学大学院人文学研究科人文学専攻教授、2013年同大学院文学研究科附属日本近現代文化研究センター教授、2017年同大学院人文学研究科附属「アジアの中の日本文化」研究センター教授、2018年同大学院人文学研究科附属超域文化社会センター教授。

## 著書
- 『近世日本と朝鮮漂流民』臨川書店 1998
- 『「唐人殺し」の世界 近世民衆の朝鮮認識』臨川書店 1999
- 『大君外交と「武威」：近世日本の国際秩序と朝鮮観』名古屋大学出版会 2006
- 『薩摩藩士朝鮮漂流日記「鎖国」の向こうの日朝交渉』講談社選書メチエ 2009、Kindle版あり。
- 『竹島問題とは何か』名古屋大学出版会 2012
- 『竹島 もうひとつの日韓関係史』中公新書 2016
- 『絶海の碩学―近世日朝外交史研究』名古屋大学出版会 2017
- 『日本人の朝鮮観はいかにして形成されたか』叢書東アジアの近現代史 講談社 2017、Kindle版あり。

## 共編
- 『鳥取・米子と隠岐 但馬・因幡・伯耆』錦織勤共編 吉川弘文館 2005.8（街道の日本史）
- 『江戸期の奄美諸島―「琉球」から「薩摩」へ』南方新社 2011.9
- 『智頭町誌』上、鳥取県智頭町 2001
- 『新鳥取県史』資料編近世1・東伯耆、鳥取県 2008
- 『愛知県史』資料編19・近世　東三河編、愛知県 2008
- 『新編知立市史』5（池鯉鮒宿本陣宿帳）、愛知県知立市 2011
- 『新鳥取県史』資料編近世1・西伯耆（上下）、鳥取県 2015
- 『愛知県史』資料編22・近世　領主編2<三河>、愛知県 2015
- 『新編知立市史』別巻文化財編、愛知県知立市 2016
- 『新編知立市史』4〈資料編近世〉、愛知県知立市 2018

## 翻訳
- 『朝鮮後期漂流民と日朝関係』李薫 法政大学出版局 2008.2（韓国の学術と文化）

## 論文
- 「朝鮮信使大坂易地聘礼計画をめぐって」『日本史研究』336 1990、pp.60-81
- 「近世後期における対外観と『国民』」『日本史研究』344 1991、pp.95-124
- 「崔天宗殺害事件をめぐる徳川幕府と対馬藩」『ヒストリア』132 1991、pp.1-29
- 「近世中期の朝鮮通信使」『地域史研究』21-2 1991、pp.1-25
- 「崔天宗殺害事件における日朝相互認識」『鳥取大学教養部紀要』26 1992、pp.71-89
- 「文芸作品と朝鮮通信使」『青丘学術論集』3 1993、pp.213-253
- 「近世朝鮮人漂着民に関する覚書」『歴史評論』516 1993、pp.14-25
- 「天明四年長州悪党漂民一件」『日本歴史』545 1993、pp.64-78
- 「1840年代以降における朝鮮通信使来聘計画（その1）」、『鳥取大学教養部紀要』27 1994、pp.109-124
- 「境界の意識」『日本の近世』16、中央公論社 1994、pp.253-294
- 「鳥取藩領に漂着した朝鮮人」『論叢歴史と社会』2 1994、pp.1-36
- 「一八世紀日本民衆の朝鮮認識」（韓国語）、『東方学志』（ソウル）84 1994、pp.61-80
- 「李志恒『漂舟録』について」『鳥取大学教養部紀要』28 1994、pp.61-95
- 「一七世紀、蝦夷地に漂着した朝鮮人」『日本国家の史的特質〈近世・近代〉』思文閣出版 1995、pp.197-222
- 「近世朝鮮人の対日認識論ノート」『歴史学研究』678 1995、pp.23-33, 79
- 「日朝漂流民送還制度における幕藩関係」『新しい近世史』2、新人物往来社 1996、pp.273-312
- 「倭館と漂流民の明治維新」『日本史研究』411 1996、pp.23-47
- 「対馬藩政史料の朝鮮人漂着関係史料について」『漂流・漂着からみた環東シナ海の国際交流』1997、pp.37-65
- 「江戸時代における日朝漂流民送還をめぐって」『青丘学術論集』11 1997、pp.139-161
- 「清見寺と朝鮮通信使」ほか、『清見寺綜合資料調査報告書』1997、pp.272-286, 293-299, 323-339
- 「朝鮮漂流民の送還と江戸幕府の対応」『別冊歴史読本・江戸の危機管理』新人物往来社 1997、pp.94-103
- 「『竹島考』ノート」『江戸の思想』9 1998、pp.96-106
- 「近世における朝鮮漂流民と鳥取藩」『鳥取に流れ着いた朝鮮人』1998、pp.2-11
- 「竹島渡海と鳥取藩」『鳥取地域史研究』1 1999、pp.31-47
- 「1910年韓国皇太子の来鳥前後」『鳥取地域史研究』2 2000、pp.66-72
- 「近世における日本と朝鮮の自他認識ノート」『新しい歴史学のために』237 2000、pp.10-20
- 「朝鮮漂流民と五島」『MUSEUM KYUSHU』67 2000、pp.41-47
- 「近世日本人のベトナム認識ノート」『日本・ベトナム関係を学ぶ人のために』世界思想社 2000、pp.3-17
- 「竹島一件の再検討」『名古屋大学文学部研究論集』史学47 2001、pp.1-24
- 「近世日本民衆の朝鮮認識」（韓国語）、『朝鮮時代韓日漂流民研究』（ソウル）2001、pp.143-151
- 「「鮮人」考」『歴史の理論と教育』109 2001、pp.1-16
- 「17-19世紀鬱陵島海域における生業と交流」『歴史学研究』756 2001、pp.23-32
- 「異文化情報源としての漂流記」『日本海学の新世紀』2、角川書店 2002、pp.180-188
- 「解体期冊封体制下の日朝交渉」『朝鮮史研究会論文集』41 2003、pp.5-26
- 「「武威」の国」『開国と幕末の動乱』〈日本の時代史20〉吉川弘文館 2004、pp.197-230
- 「鳥取藩領の鋳物師と真継家の支配」『鳥取地域史研究』6 2004、pp.15-27
- 「大君の外交」『日本史講座』6、東京大学出版会 2005、pp.129-160
- 「「大君」号の歴史的性格」『名古屋大学文学部研究論集』〈史学51〉2005、pp.1-22
- 「前近代竹島の歴史学的研究序説」『青丘学術論集』25 2005、pp.145-184
- 「日本の朝鮮通信使接待と徳川幕府財政」『歴史と境界』55、韓国・釜山慶南史学会 2005、pp.79-96
- 「近世から近代に到る竹島（鬱陵島）認識について」『日本海域歴史大系』〈第4巻・近世編Ⅰ〉清文堂出版 2005、pp.45-69
- 「「鎖国」下の密貿易と環日本海の港町」『港町と海域世界』〈港町の世界史①〉青木書店 2005、pp.49-74
- 「大君外交論ノート」『歴史の理論と教育』122・123合併号 2006、pp.15-28
- 「「竹島／独島＝固有の領土」論の陥穽」『RATIO』2、講談社 2006、pp.74-95
- 「近世日本の西北境界」『史林』90巻1号 2007、pp.123-146
- 「隠岐・村上家文書と安龍福事件」『鳥取地域史研究』9号 2007、pp.3-16
- 「安龍福と鳥取藩」『鳥取地域史研究』10号 2008、pp.17-29
- 「以酊庵輪番制考」『歴史の理論と教育』129・130合併号 2008、pp.47-63
- 「安龍福英雄伝説の形成・ノート」『名古屋大学文学部研究論集』〈史学55〉2009、pp.1-18
- 「朝鮮通信使延聘交渉と梅荘顕常」『日朝交流と相克の歴史』校倉書房 2009、pp.283-297
- 「竹島／独島と石島の比定問題・ノート」『HERSETEC』4-2 2010、pp.1-9
- 「竹島／独島論争とは何か」『歴史評論』733 2011、pp.19-34
- 「以酊庵輪番制と東向寺輪番制」『九州史学』163 2012、pp.4-22
- 「以酊庵輪番制廃止論議」『名古屋大学文学部研究論集』史学58 2013、pp.199-224
- 「竹島領有権の歴史的事実にかかわる政府見解について」『日本史研究』622 2014、pp.69-82
- 「漂流と送還」『岩波講座日本歴史』20巻 2014、pp.191-213
- 「梅荘顕常と朝鮮」『JunCture 超域的日本文化研究』5 2014、pp.38-49
- 「「竹島は日本固有の領土である」論」『歴史評論』785 2015、pp.79-93
- 「「海図」「水路誌」と竹島問題」『名古屋大学付属図書館研究年報』12巻 2015、pp.9-23
- 「「国境」未満」『日本史研究』630 2015、pp.4-23
- 「訳官使考」『名古屋大学文学部研究論集』史学62 2016、pp.125-147
- 「細井肇の和訳『海游録』：大正期日本人の朝鮮観分析をめぐる断章」『JunCture 超域的日本文化研究』7 2016、pp.68-75
- 「日本外務省による大谷家文書調査」『名古屋大学付属図書館研究年報』13巻 2016、pp.29-41
- 「十八世紀対馬における日朝交流　享保十九年訳官使の事例」『名古屋大学文学部研究論集』史学63 2017、pp.89-115
- 「独島の活用実態と領有権」『独島研究』23、嶺南大学校独島研究所（韓国）2017、pp.265-281
- 「訳官使の接待空間」『HERITEX』2、名古屋大学人文学研究科附属人類文化遺産テクスト学研究センター 2017、pp.34-48
- 「「非領国」地域としての近世三河」『愛知県史研究』23、「愛知県史研究」編集委員会、愛知県総務部法務文書課編 2019、pp.96-99
- 「｢柳川一件｣考」『歴史の理論と教育』152、名古屋歴史科学研究会 2019、pp.19-42
- 「十七世紀竹島漁業史のために」『名古屋大学人文学研究論集』2 2019、pp.351-369
- 「「老中の内意」考：幕府は竹島漁業を公認・許諾したか」『日本史研究』682、日本史研究会 2019、pp.57-71

## 参考リンク
- 名古屋大学 教員データベースシステム 池内　敏
- KAKEN — 研究課題をさがす | 研究者番号: 90240861